# タコシェ
タコシェ（TACO ché）は、東京都中野区中野ブロードウェイ3階にある、サブカルチャー系の自主流通出版物を取扱う書店。

## 概要
1993年に『ガロ』のアンテナショップとして松沢呉一が創設。店名は、前店舗のタコ焼き屋の看板を流用したことに由来する。タコシェ入口看板のキャラクターイラストは友沢ミミヨによる。社長は中山亜弓、店長は伊東美和。
中野ブロードウェイ3階の約10坪の小規模な店舗で国内外の自主制作本（ZINE）や少部数出版、アーティストグッズ等、レアでマニアックな商品を扱う。大槻ケンヂ、中川翔子、福満しげゆき、蛭子能収、大西祥平など、個性派アーティストが度々訪れることでも知られる。なお、同趣向の書店には、新宿区の模索舎があるが、模索舎より政治色の薄い商品が多い。

## 沿革
- 1993年6月9日 西早稲田で開店。店員代表は松沢呉一。
- 1994年2月 高円寺のモンドレコードショップ「マニュアル・オブ・エラーズ」内に移転。店員代表が中山亜弓になる。松沢呉一は大店員と呼ばれる。
- 1994年11月27日 中野ブロードウェイ内に（3店舗合同の）Trioとして移転。
- 1996年10月5日 中野ブロードウェイ内の現在地に移転。有限会社として登記し、中山亜弓が社長となる。